# Tsongas
Os tsongas são um povo africano que constitui a etnia maioritária no sul de Moçambique.
Também habitam na região ocidental da África do Sul, onde são conhecidos por changana (ou shangaan). A sua língua é uma das línguas oficiais deste país.